# エフシースタンダードロジックス
エフシースタンダードロジックス株式会社（英文社名：FC STANDARD LOGISTICS Co., Ltd.）は大阪府大阪市中央区に本社を置く、総合物流会社である。
世界の情報化・グローバリーゼーションの変化にスピード対応し、常に自己改良・斬新な物流コンセプトを用い新たなITを駆使しながら、物流事業に取り組み、国際的物流企業を目指している総合国際物流会社である。
2010年7月より、従来なら大連から日本の主要港まで3～5日バン出しを含めると8～10日のリードタイムが必要とされていた輸送について、大幅に時間短縮をする「FC大連フェリーサービス（大連～大阪港64時間輸送）」を開始した。

## 事業内容
- 鉄道・船舶および航空機による国際間複合輸送業務
- 物流情報の収集・処理ならびに販売に関する業務
- 輸出入手続きの事務代行業
- 通関業
- 一般貨物自動車運送事業
- 貨物軽自動車運送事業
- 貨物運送取扱事業
- 企画開発部

## 主要事業所
- 本社 - 大阪府大阪市中央区久太郎町2-4-11（クラボウアネックスビル14階）
- 東京支店 - 東京都中央区築地7-5-3（紀文第一ビル4階）
- 摩耶倉庫 - 兵庫県神戸市灘区摩耶埠頭1番地1

中国における国際物流に力を入れており、上海、北京、大連、青島、武漢、広州、深圳等に拠点を持つ。

## 沿革
- 2000年5月　フレートマンロジックス株式会社設立
- 2000年5月　Frightman International Ｌogistics Co., Ltd. Shanghai Branch設立
- 2003年9月　中外インタートランス株式会社設立
- 2003年10月　Chugai Intertrans Co., Ltd. 上海法人設立
- 2005年4月　中外海運倉庫株式会社をグループ化
- 2006年4月　フレートマンロジックス株式会社と中外インタートランス株式会社合併 新会社エフシースタンダードロジックス株式会社設立
- 2006年10月　日本インターナショナル・フレイトフォワーダーズ協会JIFFA 加入
- 2006年12月　第一種貨物利用運送事業 NVOCC 免許登録
- 2007年10月　通関業の許可

## 主要関係会社

### 国内グループ企業
国内物流・倉庫業
- 中外海運倉庫株式会社

### 国外グループ企業
国際物流
- 上海支社　上海聨力貨運代理有限公司
- 上海支社　上海聨潤国際貨運代理有限公司
- 青島支社　青島聨力貨運代理有限公司
- 厦門法人　聨衆通運国際貨運代理有限公司

### 関係企業
- 中外海運倉庫株式会社